# Binoculus salmoneus
Binoculus salmoneus is een visluizensoort uit de familie van de Argulidae. De wetenschappelijke naam van de soort werd in 1785 voor het eerst geldig gepubliceerd door Otto Friedrich Müller.